# Jaltomata guillermo-guerrae
Jaltomata guillermo-guerrae är en potatisväxtart som beskrevs av Mione och S.Leiva. Jaltomata guillermo-guerrae ingår i släktet jaltomator, och familjen potatisväxter. Inga underarter finns listade i Catalogue of Life.